# Fontainebleaujski gozd
Fontainebleaujski gozd, francosko la forêt de Fontainebleau (po mestu, okrog katerega se razprostira), nekdaj la forêt de Bière (po predelu severno od gozda), je mešani listopadni gozd 60 km jugovzhodno od Pariza v Franciji. Leži predvsem v okrožju Fontainebleau na jugozahodu departmaja Seine-et-Marne. Večina ga je v kantonu Fontainebleau, deli pa segajo v druge kantone in na zahodu vse do mesta Milly-la-Forêt v sosednjem departmaju Essonne. V gozdu je več občin, med njimi mesti Fontainebleau in Avon. Njegova površina je 250 km².

## Zgodovina
V spodmolih in jamah Fontainebleaujskega masiva so bogate risbe iz kamene dobe (okoli 8000 pr. n. št.), ki jih je raziskala nemška arheologinja Marie E. P. König (1899–1988). Okoli leta 1000 so gozdu rekli Brièrski gozd. Od leta 1167 je bila tukaj kraljeva rezidenca. Ker je bilo zaradi intenzivne rabe sredi 17. stoletja le še 20 % gozdnih površin, je Colbert, minister Sončnega kralja organiziral velike nove zasaditve; samo leta 1716 je bilo na novo ustvarjenih 6000 ha gozda. Borovje so tu uvedli leta 1786, leta 1830 pa so zasadili še dodatnih 6000 ha borov. V tem času so to zatočišče odkrili umetniki francoske romantike in do danes je, čeprav večinoma ustvarjeno umetno, ohranilo čar neokrnjene naravne krajine. Železniška proga, ki je od leta 1849 vodila v Fontainebleau, je to območje približala Parižanom, in postalo je priljubljeno. Prvi naravni rezervat za ohranitev gozdnega inventarja je bil ustanovljen leta 1861.

## Geologija
Pred 35 milijoni let je bilo na mestu današnjega gozda morje. Odložilo je sediment približno petdeset metrov na debelo. Ta pesek, bel, je eden najčistejših na svetu in se uporablja za steklovino (Murano v Benetkah) in za optična vlakna. Ta pesek in erozija so ustvarili skalnate balvane, ki so značilne za gozdno krajino.
Tudi peščenjaki Fontainebleauja so sestavljeni iz teh konsolidiranih peskov: kremenova zrna, cementirana s silikatom. Ti peski so bili deponirani med epizodo morja kot Sables d'Étampes. Zato so oligocenske starosti. Znani so po svojih skalah. Dejansko te oblike povzročajo kaos na peščenih pobočjih; imajo pogosto presenetljive oblike, ki spominjajo na živali ali predmete in so zelo priljubljeni za ljubitelje plezanja.
Kamnine zavzemajo površino skoraj 4000 ha in tvorijo dolge, skoraj vzporedne verige, usmerjene vzhod-jugovzhod, zahod-severozahod in ločene z odprtimi dolinami na obeh koncih.
Gozdna tla vsebujejo do 98 % peska. Zato so zelo prepustna. Zato nikjer razen na vzhodni strani, med Veneux-Nadon in Samois-sur-Seine, ne moremo videti nobenega izvira. Bazeni izvirajo iz zadrževanja deževnice v depresijah skalnatih platojev, razen v bližini ribnika z Evami, kjer prevladuje glina.

## Živalstvo in rastlinstvo
Najpogostejša drevesa v gozdu so: hrast (44 %), bor (40 %) in bukev (10 %). Odkrili so tri tisoč vrst gob. V gozdu je tudi približno sedem tisoč živalskih vrst, od tega pet tisoč žuželk.

### Rastlinstvo
- Trava navadna glota (Brachypodium pinnatum)
- vrsta jerebike - drevo Fontainebleauja (Sorbus latifolia), ki je pod nacionalno zaščito
- Navadna šmarna hrušica (Amelanchier ovalis), pod nacionalno zaščito
- Navadni brin (Juniperus communis)
- Kukavičevke
  - Navadna splavka (Limodorum abortivum)
  - Naglavka (Cephalanthera rubra), pod nacionalno zaščito
- Mali talin (Thalictrum minus), pod nacionalno zaščito
- Breskovolistna zvončica (Campanula persicifolia)
- Vednozeleni brošč (Rubia peregrina)
- Bodičasti šipek (Rosa pimpinellifolia)
- Krvavordeča krvomočnica (Geranium sanguineum)
- Navadni kokoševec (Vincetoxicum hirundinaria)
- Škrlatnordeča detelja (Trifolium rubens), pod nacionalno zaščito

### Ptice
- Veliki detel (Dendrocopos major)
- Mali detel (Dendrocopos minor)
- Velika sinica (Parus major)
- Plavček (Cyanistes caeruleus)
- Vrbji kovaček (Phylloscopus collybita)
- Severni kovaček (Phylloscopus trochilus)
- Hribska listnica (Phylloscopus bonelli)
- Črnoglavka (Sylvia atricapilla)

## Skalne oblike
Kraj je znan tudi po značilnih oblikah skal, ki spominjajo na slona, želve, krokodile, za katere se domneva, da so naravne tvorbe.

## Znamenitosti
Znane stavbe v regiji so:
- Tour Denecourt (48°26′02″N 2°43′34″E / 48.43389°N 2.72611°E), zgrajen leta 1851 in obnovljen po delnem uničenju zaradi potresa (1878), omogoča panoramski pogled na gozd z višine 136 m.
- Aqueduc de la Vanne, ki je nekoč oskrboval z vodo Réservoir de Montsouris v Parizu, zdaj pa je v istoimenskem predmestju rezervoar Haÿ-les-Roses.
- Akvadukt du Loing.
- Spomenik Millet Rousseau v spomin na dva slikarja iz Barbizonske šole, poimenovana po vasi Barbizon, kjer stoji spomenik; ta skupina, ki ji je pripadal tudi Corot, se lahko šteje za predhodnico impresionistov. Gozd jim je priskrbel številne motive.
- Opatija Francharda.
- Spomenik Georgesu Mandelu v spomin na umor tega ministra 7. julija 1944.

## V popularni kulturi
- Slikarji Barbizonske šole so našli gozd kot priročno mesto za njihove neokrnjene, realistične upodobitve narave.
- Prvo dejanje opere Giuseppa Verdija Don Carlos poteka v Fontainebleauškem gozdu. Prav tako je služil kot kulisa za filmsko trilogijo Les Fourmis Bernarda Werberja.
- V romanu Scarlet Pimpernel, ki ga je napisala baronica Orczy, sir Percy in Margeurite St. Just se sprehajata v tem gozdu v veselem obdobju dvorjenja.
- Scena v predstavi Bratje Corsican, 1852, kjer poteka dvoboj, je v Fontainebleauškem gozdu.
- Poglavje 6 revolucionarne filmske serije Les Vampires poteka v gozdu.
- Zemljevid Castle Rock v igri Alliance of Valiant Arms poteka v gozdu.
- Lokacija gozda Santalune v Pokémonu X in Y temelji na Fontainebleauškem gozdu.
- DC's Legends of Tomorrow (epizoda 2) bitka med baronom Kriegerjem in več nacisti, ko Waverider pristane v gozdu Fontainebleau
- Znani avtobiografski film Louisa Malleja, Au Revoir Les Enfants, je posnet in postavljen v Fontainebleau in okolico.